# آزار جنسی کودکان در استرالیا
آزار جنسی کودکان در استرالیا (به انگلیسی: Child sexual abuse in Australia) و سوء استفاده جنسی از کودکان در استرالیا مسئله قابل توجه و خبر ساز است که در کانون توجه دولتها، قانونگذاران، پلیس، دادگاه‌ها، پژوهشگران و بازرسان قرار دارد.

## گستردگی
بر پایهٔ گزارش‌های ثبت شده در زمینهٔ گوناگونی آزار جنسی کودکان درایالات و قلمروهای مختلف استرالیا در سال‌های ۱۲–۲۰۱۱ میلادی، تعداد ۴۸٬۴۲۰ پروندهٔ کودکان در معرض خطر ثبت شده است که ۵٬۸۲۸ مورد از آن‌ها در رابطه با آزار جنسی بوده است.
شواهد موجود در گزارشها نشان می‌دهد که در بیشتر موارد تهاجم جنسی به کودکان فرد مهاجم با فرد قربانی آشنایی داشته است. بر اساس آمار منتشر شده در سال ۲۰۰۹ از طرف اداره آمار استرالیا ABS در ۴۲٪ از موارد گزارش شده به سازمانهای دادرسی در استرالیا قربانیان آزار جنسی در ان سال کودکان زیر ۱۴ سال بودند. این آمار بزرگسالانی را نیز که در زمان سوءاستفاده سن شان زیر ۱۴ سال بوده شامل می‌شود.
در مارس سال ۲۰۱۴ بنگاه خبررسانی استرالیا ABC گزارش کرد که ۴۰–۳۰ کودک زیر پوشش اداره خدمات انسانی ایالت ویکتوریا (DHS (VIC را شناسایی کرده که توسط گروه‌های کودک آزار (بچه خواه) مورد آزار و اذیت جنسی قرار گرفتند.